# Exit...Stage Left
Az Exit...Stage Left a kanadai Rush együttes második koncertalbuma (összességében a tizedik nagylemeze), amely 1981 októberében jelent meg a Mercury Records kiadásában. A dupla album anyagát részben az 1981-es Moving Pictures turnén Montréalban, illetve az előző évi Permanent Waves turnén Glasgow-ban rögzítették. Azonos címmel, de némileg más számlistával 1982-ben egy koncertvideó is megjelent VHS-en és laserdiscen.

## Történet
A Rush tagjai túl nyersnek találták első koncertlemezük, az 1976-os All the World’s a Stage hangzását, ezért ezen a második élő albumon egy jóval tisztább megszólalás felé vitték el a produkciót, emiatt azonban pont az „élő” hangzás tűnt el. A lemezen hallható Broon's Bane című instrumentális akusztikus dal a The Trees felvezetéseként hangzott el, és csak ezen a lemezen szerepel. A címbeli Broon a Rush-producer Terry Brownra utal. Az albumra végül nem került fel a Vital Signs felvétele, ami később a New World Man kislemez B-oldalán kapott helyet.
Az Exit...Stage Left a Rush népszerűségének csúcsán jelent meg. Az Egyesült Államokban a 10. helyig jutott a poplemezek Billboard-listáján, míg a brit albumlistán a 6. helyre került. Az aranylemez státuszt a megjelenése után bő két hónappal, 1982 januárjában érte el az USA-ban, 1987 novemberében pedig egymillió eladott példány után platinalemez lett.
Az 1990-es első CD-kiadásra az A Passage to Bangkok dal nem fért fel, mert az akkori CD-k csak 74 perc lejátszási idővel rendelkeztek. 1997-ben a Rush Remasters sorozatban megjelent digitálisan feljavított újrakiadás már ismét a teljes felvételt tartalmazta.

## Az album dalai
1. The Spirit of Radio – 5:12
2. Red Barchetta – 6:48
3. YYZ (incl. Drum solo)  – 7:44
4. A Passage to Bangkok – 3:47
5. Closer to the Heart – 3:09
6. Beneath, Between & Behind – 2:34
7. Jacob's Ladder – 8:47
8. Broon's Bane – 1:37
9. The Trees – 4:50
10. Xanadu – 12:10
11. Freewill – 5:33
12. Tom Sawyer – 5:01
13. La Villa Strangiato – 9:38

## Felvétel
- 1–3, 8–13: 1981. március 27., The Forum, Montréal, Kanada
- 4–7: 1980. június 10-11., The Apollo, Glasgow, Skócia

## Közreműködők
- Geddy Lee – ének, basszusgitár, szintetizátorok, basszus-pedálszintetizátor, esetenként ritmusgitár
- Alex Lifeson – elektromos gitár, akusztikus gitár, basszus-pedálszintetizátor
- Neil Peart – dobok és ütőhangszerek